# Adesmia
Adesmia é um género botânico pertencente à família Fabaceae. É composto por 375 espécies descritas e destas, apenas 225 aceites.
Trata-se de um género reconhecido pelo sistema de classificação filogenética Angiosperm Phylogeny Website.

## Taxonomia
O género foi descrito por Augustin Pyrame de Candolle e publicado em Annales des Sciences Naturelles (Paris) 4: 94. 1825.

## Espécies
- Lista de espécies de Adesmia